# Stazione di Kita-Sukematsu
La stazione di Kita-Sukematsu (北助松駅?, Kita-Sukematsu-eki) è una stazione ferroviaria della città giapponese di Izumiōtsu, nella prefettura di Osaka, appartenente alle Ferrovie Nankai. È servita dalla linea principale Nankai.

## Linee e servizi
Ferrovie Nankai
● Linea principale Nankai

## Struttura
La stazione è dotata di due laterali con due binari passanti. Sono presenti due ingressi separati, uno per ogni direzione, e non è possibile cambiare banchina una volta superati i tornelli di accesso.
| 1 | ● Linea principale Nankai | per Kishiwada, Izumisano, Kansai Aeroporto e Wakayamashi |
| 2 | ● Linea principale Nankai | per Tengachaya e Namba                                   |

## Stazioni adiacenti
| «                       | Servizio                                                                         | »                       |
| Linea Nankai principale | Linea Nankai principale                                                          | Linea Nankai principale |
| ----------------------- | -------------------------------------------------------------------------------- | ----------------------- |
| Takaishi                | Locale                                                                           | Matsunohama             |
| Takaishi                | ← Semiespresso ←                                                                 | Matsunohama             |
| Transito                | Espresso Esp. aeroporto Espresso sezionale Esp. lim. Southern Esp. lim. Rapi:t β | Transito                |